# Pandectes belges
Les Pandectes belges, ondertitel Répertoire général de législation, de doctrine et de jurisprudence belges (Algemeen repertorium van Belgische wetgeving, rechtsleer en rechtspraak) zijn een Belgisch Franstalig juridisch verzamelwerk.
De titel is een verwijzing naar de Romeinse Pandekten.

## Geschiedenis
De Pandectes belges werden gepubliceerd tussen 1878 en 1933 in 136 delen (tomes), gevolgd in 1940 door een volume met concordantietabellen. De reeks omvat meer dan 7000 alfabetisch gerangschikte trefwoorden. 
De bedoeling van de opstellers was om de Pandekten uit de oudheid te actualiseren, toegespitst op het Belgisch recht.
De 19e-eeuwse jurist Edmond Picard stond aan de wieg van dit verzamelwerk.

## Belang
Aangezien de Pandectes belges het eerste omvangrijke Belgische juridische naslagwerk waren, hebben zij grote invloed gehad op het Belgisch recht van het einde van de 19e en het begin van de 20e eeuw.
Gezien hun leeftijd zijn de meeste onderwerpen opgenomen in de Pandectes naar huidig Belgisch recht achterhaald. De Pandectes belges hebben dan ook voornamelijk nog een rol op het vlak van fundamenteel juridisch onderzoek.